# Przewlekła choroba ziarniniakowa
Przewlekła choroba ziarniniakowa (CGD, z ang. chronic granulomatous disease) – pierwotny niedobór odporności, którego przyczyną są występujące w fagocytach zaburzenia przetwarzania tlenu w jego reaktywne formy.

## Epidemiologia
Częstość występowania choroby szacuje się na około 1/120 000–250 000 osób.

## Patofizjologia

Ilustracja przedstawiająca anionorodnik ponadtlenkowy, który należy do reaktywnych form tlenu.

Mutacja genów odpowiedzialnych za kodowanie oksydazy NADPH powoduje uszkodzenie jednej z jej pięciu podjednostek. Choroba w zależności od uszkodzonej podjednostki może być dziedziczona w sposób sprzężony z płcią (większość przypadków, OMIM 306400) lub autosomalnie recesywny (mniejszość przypadków, OMIM: 233710, 233700, 233690, 613960). Zaburzenia wytwarzania reaktywnych form tlenu wywołują upośledzenie odporności, gdyż są one niezbędne do wewnątrzkomórkowego zabijania patogenów.

## Objawy i przebieg
Choroba występująca w postaci sprzężonej z płcią przebiega ciężej niż dziedziczona autosomalnie recesywny. Głównymi objawami choroby są ciężkie i nawracające zakażenia organów stanowiących barierę immunologiczną organizmu (skóry, układu oddechowego, węzłów chłonnych, wątroby), rzadziej innych narządów, jak mózgu, kości i śledziony; prowadzą one do powstawania ziarniniaków i ropni. Najczęstszymi czynnikami etiologicznymi tych infekcji są gatunki z rodzajów Nocardia, Salmonella (częsta przyczyna sepsy u chorych na CDG) i Aspergillus, gronkowiec złocisty, pałeczka krwawa oraz prątek gruźlicy. U chorych nastolatków i dorosłych mogą wystąpić choroby autoimmunologiczne, takie jak np. nieswoiste zapalenie jelit.

## Leczenie
Leczenie choroby polega na profilaktyce zakażeń. Stosowanym zestawem leków jest trymetoprym, sulfametoksazol, itrakonazol i interferon gamma, używane są także steroidy. Zaleca się chirurgiczne opracowywanie ran oraz unikanie żywych szczepionek. Oprócz tego do leczenia zaproponowano allogeniczne przeszczepienie komórek krwiotwórczych, lecz może być ono zastosowane jedynie w niektórych przypadkach. Trwają badania nad terapią genową.